# Biblioteca Saint-Sulpice
La biblioteca Saint-Sulpice es un edificio histórico situado en 1700 Saint Denis Street, en Montreal, Quebec, Canadá. Fue declarado Monumento Histórico de Quebec en 1988.
Diseñado por el arquitecto Eugène Payette, la Biblioteca Saint-Sulpice es considerada uno de los mejores ejemplos de la arquitectura Beaux-Arts en la provincia. Construido entre 1912 y 1914, el edificio se abrió como una biblioteca privada operada por la Compañía de San Sulpicio en 1917. Fue sobre todo la primera biblioteca en lengua francesa en la nación de Canadá. Su gran colección fue donada a la recién formada Bibliothèque et Archivos Nacionales de Quebec en 1967, mientras que el Ministerio de Cultura y Comunicaciones (Quebec) compraron el edificio.
En 2005, la Universidad de Quebec en Montreal compró el edificio, pero se vio obligado a vender de nuevo al Ministerio de Cultura por razones económicas en 2007. En 2008 se anunciaron planes para convertir el edificio en un centro de música que albergara a Le Vivier, un conjunto de 22 grupos musicales de Quebec. Le Vivier presentó su primera temporada de 15 conciertos entre septiembre de 2009 mayo de 2010.